# Сайваньхо

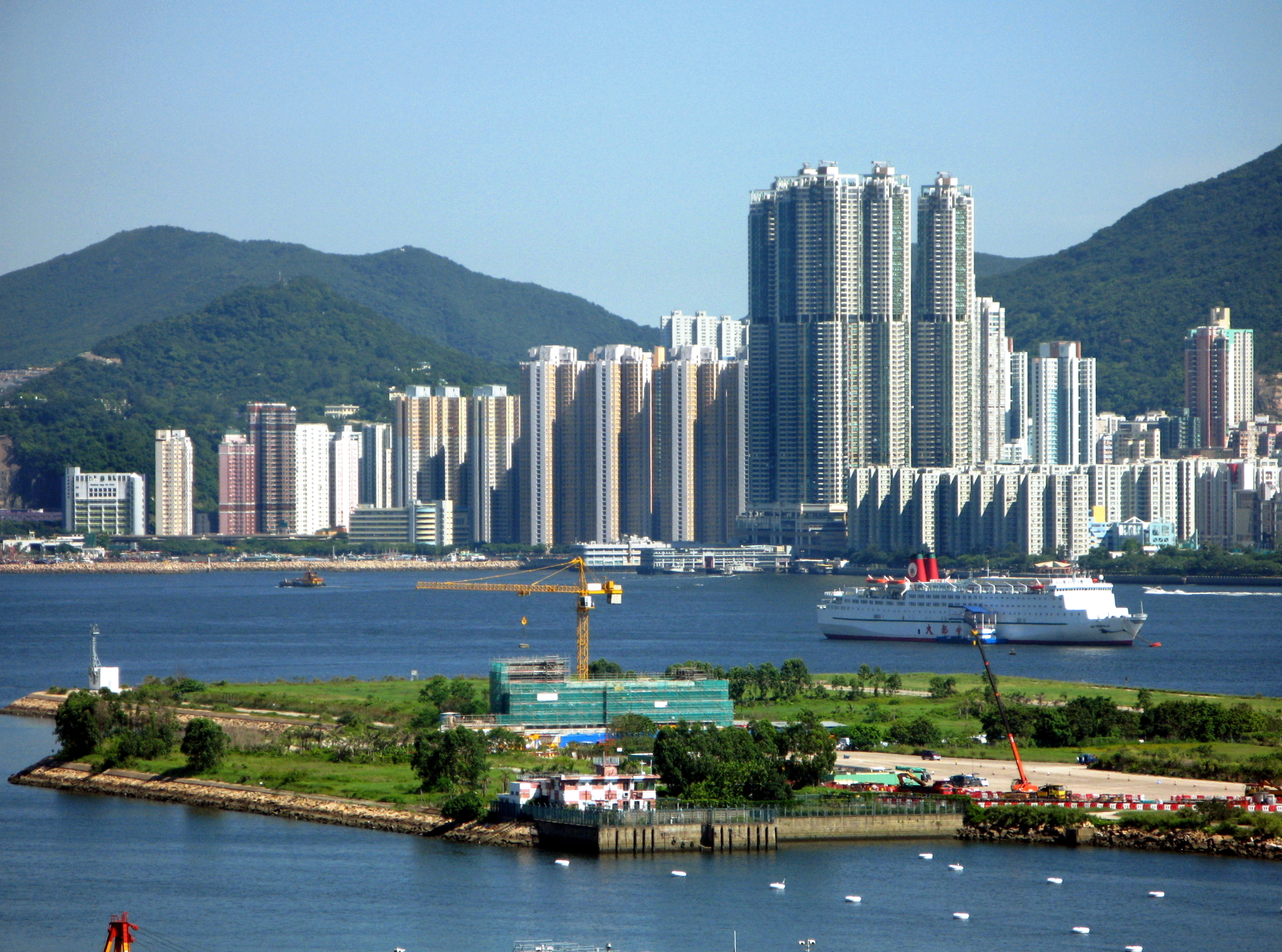
Береговая линия Сайваньхо

Сайваньхо (иер. 西灣河, ютпх. Sai1waan1ho4, кит.-рус. Сиваньхэ, англ. Sai Wan Ho) — гонконгский район, входящий в состав Восточного округа. Расположен на северо-восточном побережье острова Гонконг. Преимущественно жилой район.

## География

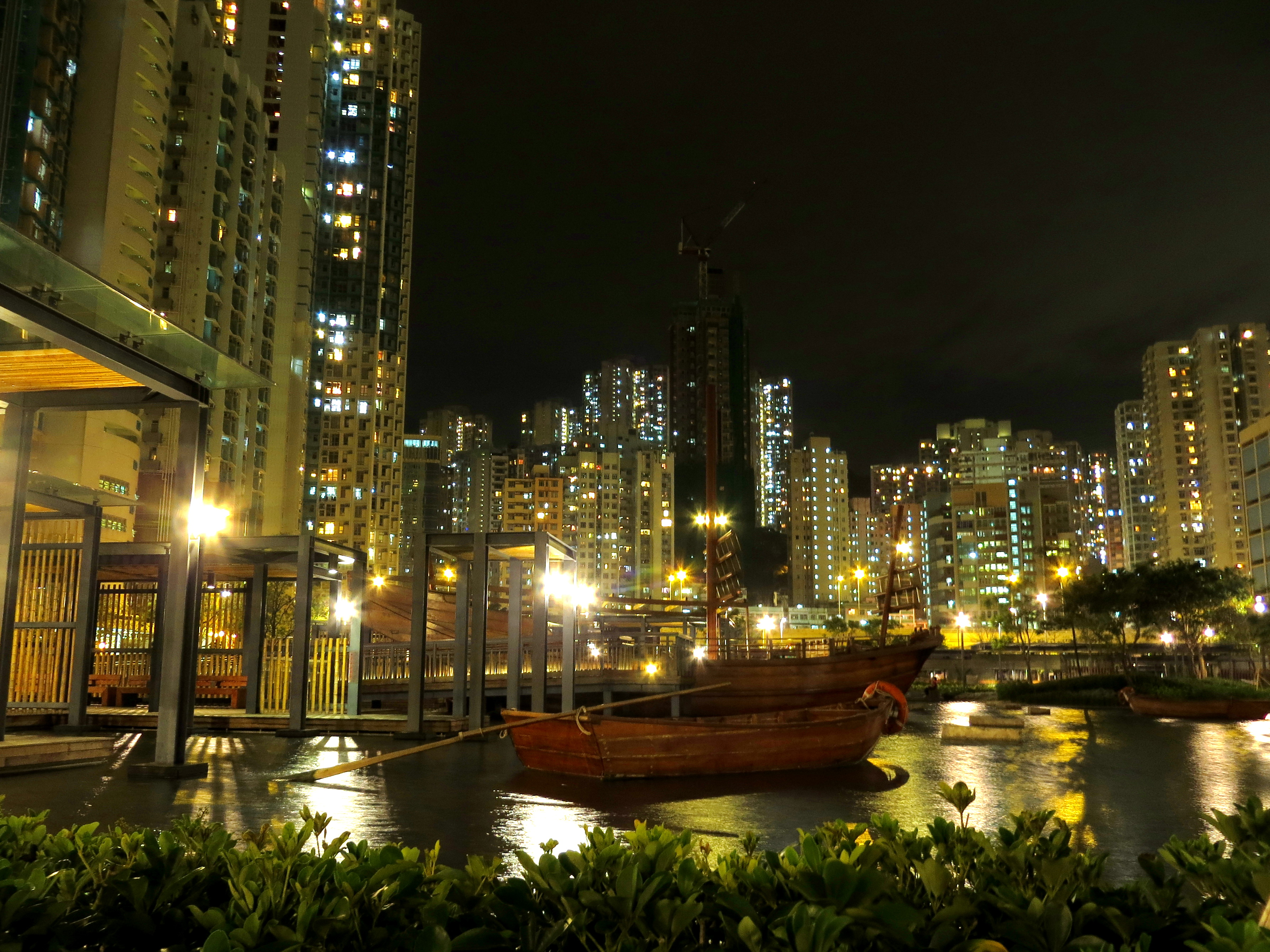
Парк Олдрич-Бэй

На северо-западе Сайваньхо граничит с районами Куорри-Бэй и Тхайкусин, на юго-востоке — с районом Саукэйвань, с северо-востока ограничен водами бухты Виктория.
Начиная с 1980-х годов широкомасштабные насыпные работы кардинально изменили береговую линию Сайваньхо, вдоль которой выросли современные жилые комплексы. В районе расположены парки Сайваньхо-Харбор и Олдрич-Бэй, сквер Лейкинвань, игровая площадка Сайваньхо, игровая площадка технического водохранилища Саукэйвань.

## Религия
В районе расположена церковь Святого Креста, храм Церкви Христа в Китае, несколько небольших даосских и буддийских святилищ, мусульманский детский сад.

## Экономика
В районе расположены жилые комплексы Tung Hei Court (1996), Hing Tung Estate (1996—1997), Tung Yan Court (1998—1999), Lei King Wan Garden (1998—1999), Les Saisons (2002), Grand Promenade (2005), Tung Tao Court (2005). Главными торговыми центрами являются рынок Сайваньхо, уличный рынок на Сайваньхо-стрит, Hing Tung Shopping Centre. В районе расположено множество магазинов, ресторанов, кафе и банковских отделений.

## Транспорт

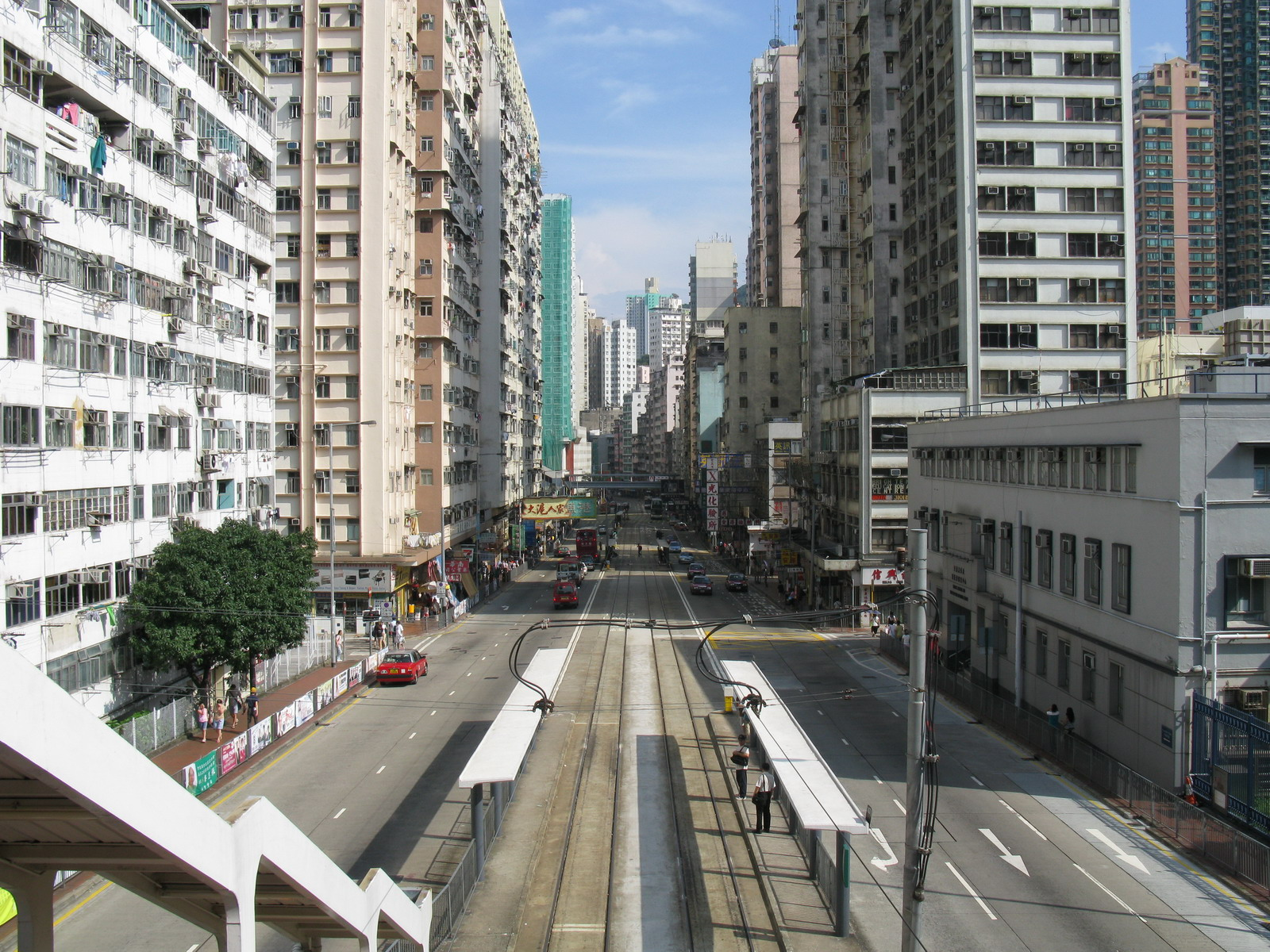
Саукэйвань-роуд

Главными транспортными артериями Сайваньхо являются улицы Айленд-истерн-коридор, Саукэйвань-роуд (продолжение Кингс-роуд) и Сайваньхо-стрит. Через район пролегают трамвайные линии, а также широкая сеть автобусных маршрутов (в том числе и микроавтобусов). Имеется большое трамвайное депо Сайваньхо, несколько автобусных терминалов и стоянок такси.
В районе расположена станция линии Айленд Гонконгского метрополитена Сайваньхо, открывшаяся в 1985 году. Морские перевозки осуществляются через паромный пирс Сайваньхо, начавший свою работу в 1983 году после закрытия соседнего пирса Тхайкусин.

## Административные функции
В Сайваньхо находятся комплекс Eastern Law Courts Building, где базируется Восточный мировой суд, и региональная штаб-квартира морской полиции Гонконга.

## Культура и образование

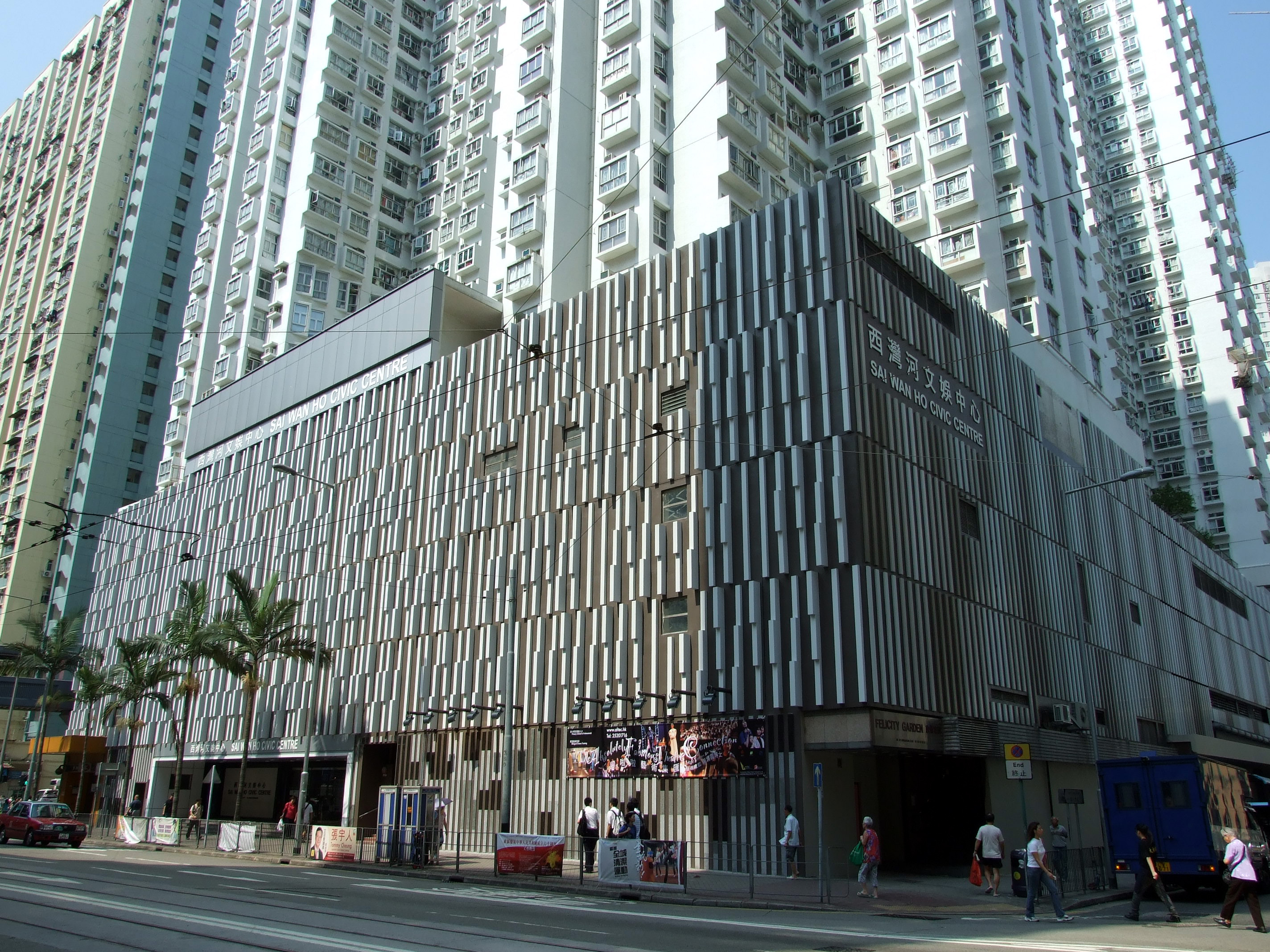
Культурный центр Сайваньхо

В районе расположен Гонконгский киноархив, основанный в 1993 году и переехавший в Сайваньхо в 2001 году (собирает и хранит художественные и документальные фильмы, проводит кинопоказы, выставки и лекции, издаёт книги и бюллетени по истории гонконгского кино).
В культурном центре Сайваньхо, который открылся в 1990 году, находятся театр, выставочные и репетиционные залы, музыкальные и художественные студии.
В Сайваньхо находятся колледж Гонконгского китайского женского клуба, основанный в 1978 году, Корейская международная школа, основанная в 1988 году, колледж Муньсан, основанный в 1999 году, школа Каритас Локъи, христианская школа Кхэйвань, баптистская школа Пуйли.

## Здравоохранение
В районе расположены центр здравоохранения Сайваньхо с поликлиникой матери и ребёнка, ветеринарная больница Ист-Айленд.

## Спорт
В районе базируются большие спортивные центры Айленд-ист (с плавательным бассейном) и Сайваньхо. В частных жилых комплексах имеются плавательные бассейны, фитнес-центры, корты для тенниса и сквоша.